# Пасецкий, Василий Михайлович
Василий Михайлович Пасецкий (15 июня 1921 года — 15 июня 2001 года) — член-корреспондент Петровской академии наук и искусств, академик Петербургской академии истории науки, доктор исторических наук, автор многих книг о русских арктических экспедициях и географических исследованиях.

## Биография
Родился 15 июня 1921 года в Старой Руссе.
В конце 1930-х учился в железнодорожном техникуме. Окончил Ленинградский университет.
Печататься начал с 1937 года.
Прошёл всю войну, включая Ленинградскую блокаду. Воевал на Невской Дубровке, под Выборгом, в Восточной Пруссии.
В 1949 году ненадолго и в некоторой степени случайно устроился литературным редактором в Арктического института. Директор НИИ, почувствовав потенциал молодого сотрудника, предложил ему должность ученого секретаря. И поощрил его к занятиям историей полярных исследований — правда, «в свободное от работы время».
В 1955 году вышла его первая книга «Владимир Русанов» — об исследователе Арктики, о трагической судьбе его экспедиции. Затем ежегодно и даже чаще появлялись книги о Пахтусове, Беринге, Баренце, Санникове. Публиковались статьи в газетах об экспедициях института на Северный полюс и в Антарктику.
Постепенно стал ведущим историком освоения полярных стран. Основой его работ стало изучение архивов. Ввёл в оборот множество документов; он показал, что полярные исследования России были не эпизодическими, а последовательными внешнеполитическими, научными и коммерческими предприятиями.
В 1970-е, перейдя на работу в Главную Геофизическую обсерваторию, занялся историей отечественной гидрометеорологии. Его монография «Метеорологический центр России» исключительно полно раскрыла историю обсерватории и подвижническую деятельность её первых руководителей. И он же стал исследовать климат России с древнейших времен — по летописным источникам.
Доктор исторических наук. Автор 600-страничной книги «Русские открытия в Арктике», с которой начинается новая серия «Золотое наследие России» и более 20 книг по истории открытий и исследований в Арктике.
Умер 15 июня 2001 года.